# Christoph-Sturm-Straße 31 (Hilpoltstein)

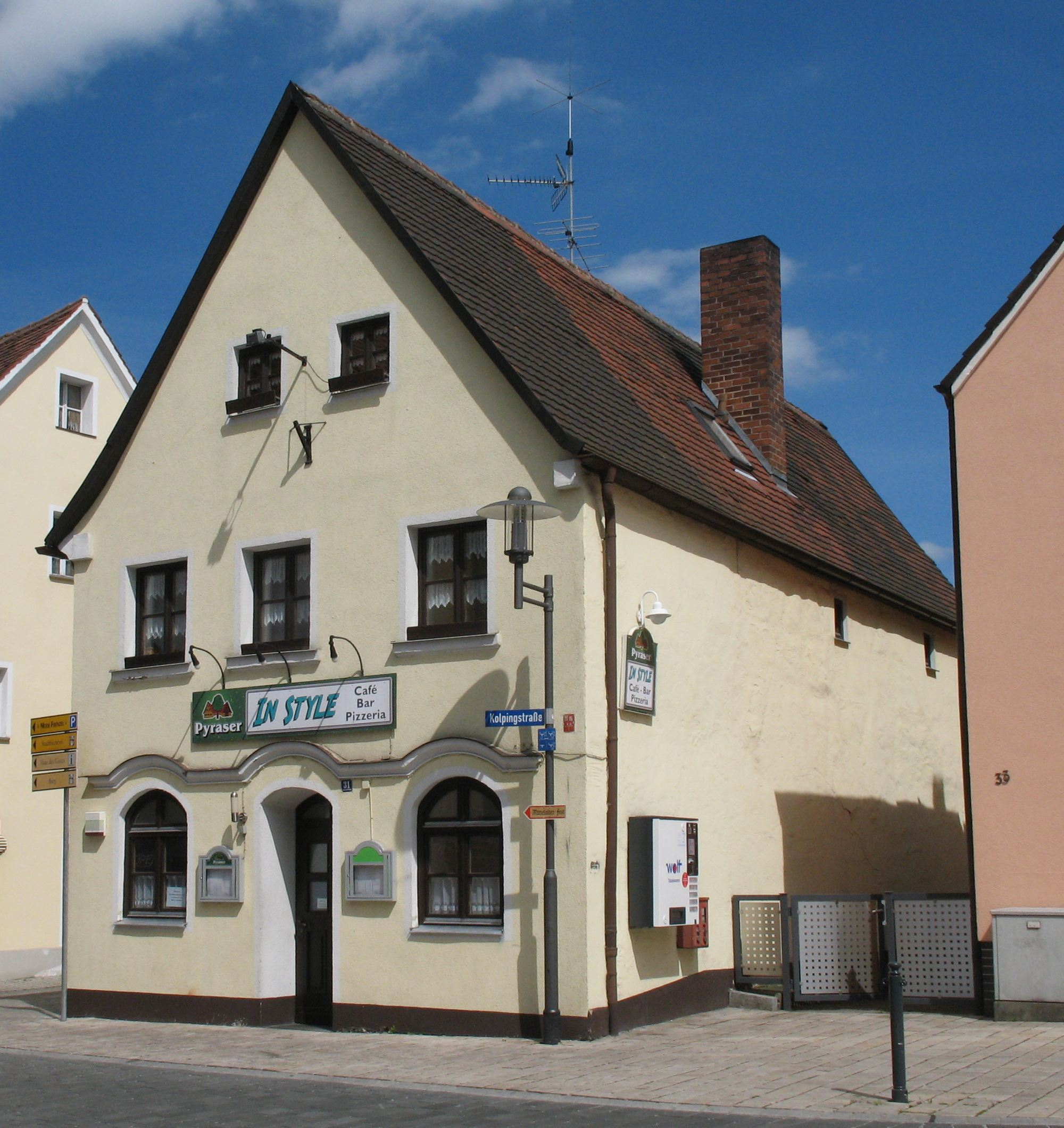
Haus Christoph-Sturm-Straße 31 in Hilpoltstein

Das Gebäude Christoph-Sturm-Straße 31 in Hilpoltstein, einer Stadt im mittelfränkischen Landkreis Roth (Bayern), wurde im 18. Jahrhundert errichtet. Das heutige Wohn- und Geschäftshaus ist ein geschütztes Baudenkmal.
Das schmale, zweigeschossige und giebelständige Bürgerhaus wird von einem Satteldach gedeckt. Es besitzt ein verputztes Fachwerkobergeschoss.